# هوندو
هوندو (بالإنجليزية: Hondo)‏ هي مدينة أمريكية تقع في ولاية تكساس.تبلغ مساحة هذه المدينة 24.9 (كم²)،ويبلغ عدد سكانها 7897 نسمة حسب إحصاء سنة 2010 م. تشير إحصاءات سنة 2000م بأن الكثافة السكانية في هذه المدينة تقدر بـ(318.1) نسمة/كم2.

## التركيبة السكانية
حدّد مكتب تعداد الولايات المتحدة بيانات التركيبة السكانية لهوندو في تعداد الولايات المتحدة. في ما يلي، التركيبة السكانية حسب تعدادي 2000 و2010.

### تعداد عام 2000
بلغ عدد سكان هوندو 7,897 نسمة بحسب تعداد عام 2000، وبلغ عدد الأسر 2,207 أسرة وعدد العائلات 1,663 عائلة مقيمة في المدينة. في حين سجلت الكثافة السكانية 302.6 نسمة لكل كيلومتر مربع (783.7/ميل2). وبلغ عدد الوحدات السكنية 2,474 وحدة بمتوسط كثافة قدره 94.8 لكل كيلومتر مربع (245.5/ميل2).
وتوزع التركيب العرقي للمدينة بنسبة 73.33% من البيض و8.33% من الأمريكيين الأفارقة و0.47% من الأمريكيين الأصليين و0.25% من الأمريكيين ذوي الأصول الآسيوية و15.23% من الأعراق الأخرى و2.38% من عرقين مختلطين أو أكثر و59.92% من الهسبانيون أو اللاتينيون من أي عرق.
بلغ عدد الأسر 2,207 أسرة كانت نسبة 44.3% منها لديها أطفال تحت سن الثامنة عشر تعيش معهم، وبلغت نسبة الأزواج القاطنين مع بعضهم البعض 56.1% من أصل المجموع الكلي للأسر، ونسبة 14% من الأسر كان لديها معيلات من الإناث دون وجود شريك، بينما كانت نسبة 5.3% من الأسر لديها معيلون من الذكور دون وجود شريكة وكانت نسبة 24.6% من غير العائلات. تألفت نسبة 21.3% من أصل جميع الأسر من عدة أفراد يعيشون في نفس المنزل ونسبة 10.7% كانت تتألف من شخص يعيش بمفرده يبلغ من العمر 65 عاماً أو أكثر. وبلغ متوسط حجم الأسرة المعيشية 2.91، أما متوسط حجم العائلات فبلغ 3.38.
بلغ العمر الوسطي للسكان 30.3 عاماً. وكانت نسبة 26% من القاطنين تحت سن الثامنة عشر، وكانت نسبة 6.8% بين الثامنة عشر والرابعة والعشرين عاماً، ونسبة 21.7% كانت واقعةً في الفئة العمرية ما بين الخامسة والعشرين والرابعة والأربعين عاماً، ونسبة 15.9% كانت ما بين الخامسة والأربعين والرابعة والستين، ونسبة 11% كانت ضمن فئة الخامسة والستين عاماً فما فوق. يوجد لكل 100 أنثى 94.3 ذكر، ويوجد لكل 100 أنثى في الثامنة عشر من عمرها فما فوق 90.6 ذكر.
بلغ متوسط دخل الأسرة في المدينة 27,917 دولارًا، أما متوسط دخل العائلة فبلغ 34,856 دولارًا. وكان متوسط دخل الذكور 21,639 دولارًا مقابل 17,868 دولارًا للإناث. وسجل دخل الفرد الخاص بالمدينة 12,635 دولارًا. وكانت نسبة 18.9% من العائلات ونسبة 22.6% من السكان تحت خط الفقر، وكان من هؤلاء نسبة 31.8% تحت سن الثامنة عشر ونسبة 17.1% في الخامسة والستين من العمر وما فوق.

### تعداد عام 2010
بلغ عدد سكان هوندو 8,803 نسمة بحسب تعداد عام 2010، وبلغ عدد الأسر 2,362 أسرة وعدد العائلات 1,700 عائلة مقيمة في المدينة. في حين سجلت الكثافة السكانية 337.3 نسمة لكل كيلومتر مربع (873.6/ميل2). وبلغ عدد الوحدات السكنية 2,621 وحدة بمتوسط كثافة قدره 100.4 لكل كيلومتر مربع (260.0/ميل2).
وتوزع التركيب العرقي للمدينة بنسبة 80.96% من البيض و7.91% من الأمريكيين الأفارقة و0.64% من الأمريكيين الأصليين و1.53% من الأمريكيين ذوي الأصول الآسيوية و0.01% من سكان جزر المحيط الهادئ و7.17% من الأعراق الأخرى و1.78% من عرقين مختلطين أو أكثر و63.47% من الهسبانيون أو اللاتينيون من أي عرق.
بلغ عدد الأسر 2,362 أسرة كانت نسبة 41.7% منها لديها أطفال تحت سن الثامنة عشر تعيش معهم، وبلغت نسبة الأزواج القاطنين مع بعضهم البعض 45.3% من أصل المجموع الكلي للأسر، ونسبة 19.4% من الأسر كان لديها معيلات من الإناث دون وجود شريك، بينما كانت نسبة 7.2% من الأسر لديها معيلون من الذكور دون وجود شريكة وكانت نسبة 28% من غير العائلات. تألفت نسبة 23.3% من أصل جميع الأسر من عدة أفراد يعيشون في نفس المنزل ونسبة 11.2% كانت تتألف من شخص يعيش بمفرده يبلغ من العمر 65 عاماً أو أكثر. وبلغ متوسط حجم الأسرة المعيشية 2.88، أما متوسط حجم العائلات فبلغ 3.38.
بلغ العمر الوسطي للسكان 29.7 عاماً. وكانت نسبة 23.6% من القاطنين تحت سن الثامنة عشر، وكانت نسبة 17.3% بين الثامنة عشر والرابعة والعشرين عاماً، ونسبة 27.9% كانت واقعةً في الفئة العمرية ما بين الخامسة والعشرين والرابعة والأربعين عاماً، ونسبة 19.7% كانت ما بين الخامسة والأربعين والرابعة والستين، ونسبة 11.5% كانت ضمن فئة الخامسة والستين عاماً فما فوق. وتوزع التركيب الجنسي للسكان بنسبة 59.4% ذكور و40.6% إناث.

## أعلام
- إيمرسون فرنسيس وودورد
- كلينت هارتونغ